# Västmanlands runinskrifter 27
Västmanlands runinskrifter 27, Vs 27, är en vikingatida runsten av granit med gulaktigt ytskikt i Grällsta, Kila socken och Sala kommun. Ett fragment av stenen, som tidigare hade signumet Vs 28, saknas. Runstenen är 1,75 meter hög, 0,6-1,25 meter bred och 0,2-0,25 meter tjock. Runhöjden är 6-11 centimeter.

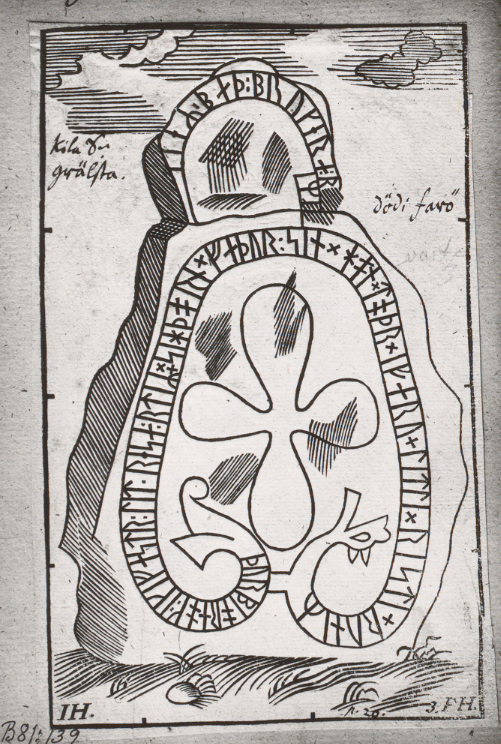
Västmanlands runinskrifter 27 med det försvunna fragmentet som tidigare hade signum Vs 28 ovanpå.

## Inskriften
Translitterering av runraden:
þurbiorn ok : ikifastr : lit · resa : ytiʀ ¤ sihþorn × faþur : sin × hon ×  toþr × [i] faru × litli × risti × runiʀ ¶ · [...--keʀ · baþ : bru kera : r](u)(m)[ʀi]
Normalisering till runsvenska:
Þorbiorn ok Ingifastr letu ræisa æftiʀ Sigþorn, faður sinn. Hann [varð] dauðr i faru. Litli risti runiʀ. ...gæiʀʀ bað bro gæra rymʀi.
Översättning till nusvenska:
Torbjörn och Ingefast lät resa efter Sigtorn, sin fader. Han blev död på utfärd. Litle ristade runorna. ...-ger bad göra bron bredare.